# Daulatkhan
Daulatkhan är ett underdistrikt i Bangladesh. Det ligger i den södra delen av landet, 130 km söder om huvudstaden Dhaka. 
I omgivningarna runt Daulatkhan växer i huvudsak blandskog. Runt Daulatkhan är det mycket tätbefolkat, med 1 177 invånare per kvadratkilometer.